# ストロベリーソース

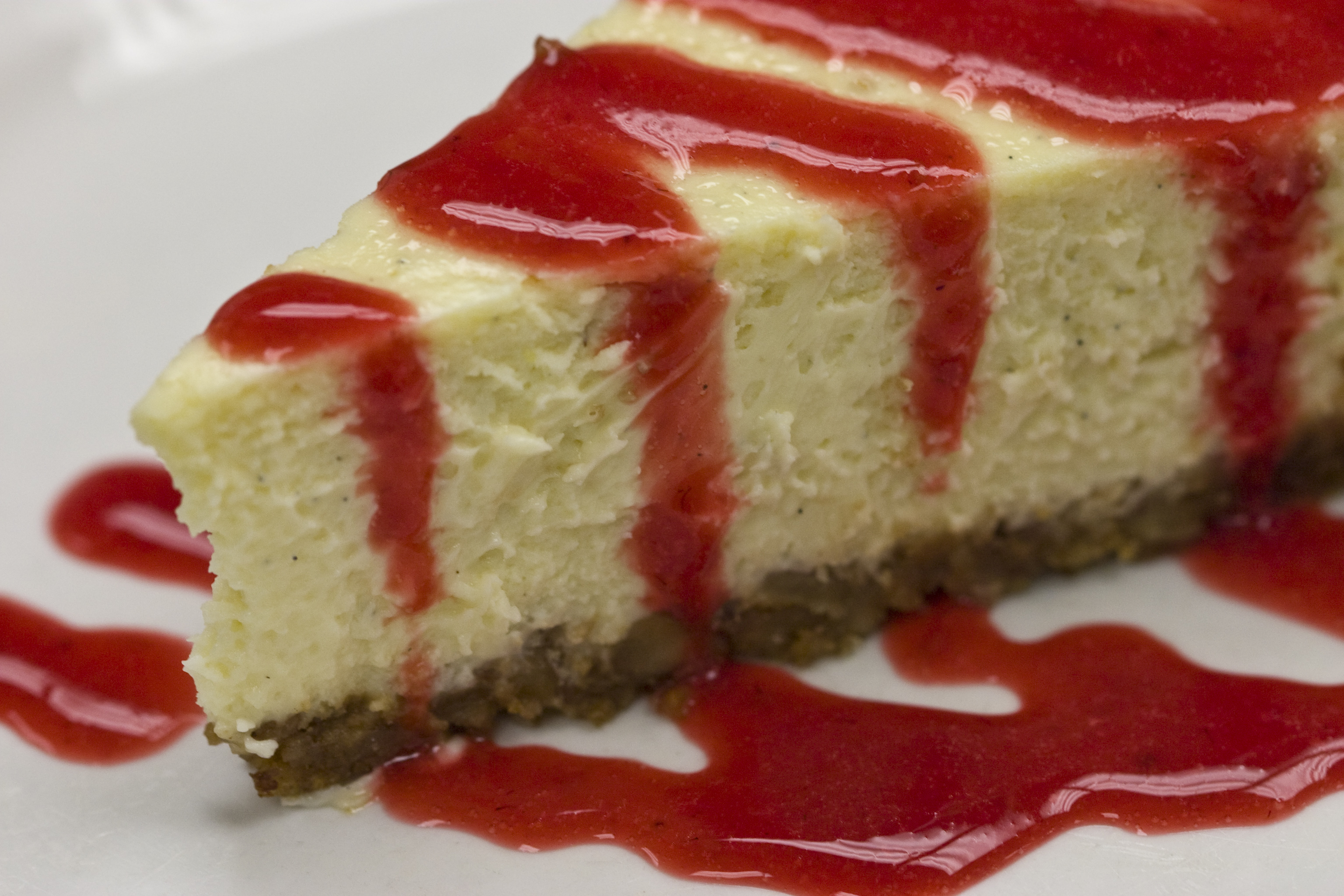
ストロベリーソースをかけたチーズケーキ

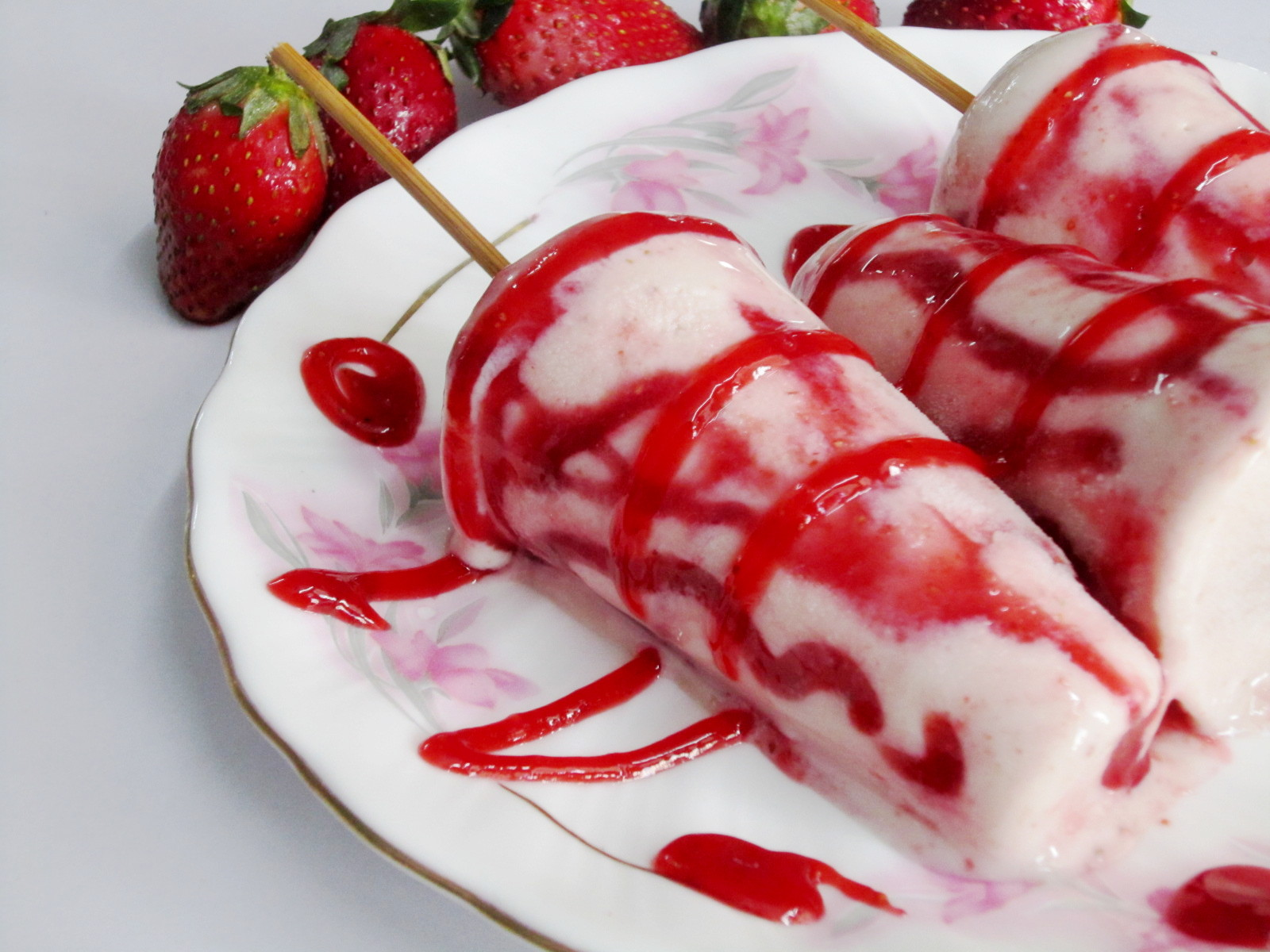
ストロベリーソースをかけたクルフィ

ストロベリーソース(Strawberry sauce)は、イチゴを主材料としたソース、クーリである。デザートソースとして用いられることが多いが、料理にも用いられることがある。シンプルなものは、液体に浸して潰したイチゴと砂糖に増粘剤としてコーンスターチを加えて作る。材料を調和させ、コーンスターチでとろみが付くように加熱する。レモン果汁を加える場合もある。生または冷凍のイチゴが用いられる。
ストロベリーシロップもストロベリーソースの一種である。プラスチック容器や瓶詰めにされた市販の商品もある。このシロップは、ストロベリーソーダを作るのにも用いられる。

## 利用
デザートソースとして、チーズケーキ、アイスクリーム、サンデー、ケーキ等にかけて使われる。